# Malétable
Malétable är en kommun i departementet Orne i regionen Normandie i nordvästra Frankrike. Kommunen ligger i kantonen Longny-au-Perche som tillhör arrondissementet Mortagne-au-Perche. År 2018 hade Malétable 112 invånare.

## Befolkningsutveckling
Antalet invånare i kommunen Malétable
| Referens: INSEE |